# Michael Preetz
Michael Preetz (* 17. August 1967 in Düsseldorf) ist ein deutscher Fußballfunktionär und früherer Fußballspieler. Er ist seit Januar 2024 alleiniger Geschäftsführer des MSV Duisburg.

## Spielerkarriere

### Verein
Michael Preetz begann das Fußballspielen in der Schule. Mit acht Jahren wurde er Mitglied in dem Düsseldorfer Sportverein DSC 99, spielte dann zunächst in Kreis- und Stadtauswahlmannschaften, bevor er mit 14 Jahren zu Fortuna Düsseldorf wechselte. Dort spielte er bis zur A-Jugend und wurde auch in diverse DFB-Auswahlmannschaften berufen. Im Alter von 18 Jahren wechselte er zu den Fortuna-Profis, wo er in seinem ersten Profijahr 1986/87 Stürmer Nummer vier hinter Michael Blättel, Sven Demandt und Henrik Ravn Jensen war.
Sein Debüt in der Bundesliga gab Preetz am 2. September 1986 beim 2:0-Erfolg gegen den SV Waldhof Mannheim. Der damalige Fortuna-Trainer Dieter Brei brachte den Jungspieler überraschend in der Startformation und dieser dankte gleich mit seinem ersten Profitreffer zur 1:0-Führung. Mit insgesamt fünf Treffern nach Ablauf der Saison war Preetz drittbester Schütze seiner Mannschaft. Trotzdem konnte auch er den Abstieg der Düsseldorfer nicht verhindern. In der 2. Bundesliga wurde der großgewachsene Angreifer vorerst von Neuzugang Thomas Seeliger verdrängt. Doch in der Saison 1988/89 stieg Preetz wieder in die Startelf auf und hatte mit elf Toren großen Anteil am Wiederaufstieg.
Im Sommer 1990 entschied er sich zu einem Wechsel zum damaligen Zweitligisten 1. FC Saarbrücken, wo Preetz die unumstrittene Nummer eins im Sturmzentrum wurde. Zwei Jahre in Folge war er mit Abstand torgefährlichster Spieler des FCS. In der 2. Bundesliga gewann er in der Saison 1991/92 in der Südstaffel die Torjägerkanone. Schließlich lockte ihn zur Spielzeit 1992/93 der MSV Duisburg ins Ruhrgebiet. Mit elf Toren Vorsprung auf Ferenc Schmidt sicherte sich Preetz auch bei seinem neuen Arbeitgeber den Gewinn der internen Torjägerliste. Mit Duisburg schaffte er seinen zweiten Aufstieg ins deutsche Oberhaus. Doch kaum wieder dort holte ihn ein Déjà-vu-Ereignis ein und Preetz schaffte es erneut nicht, sich durchzusetzen, so dass es ihn zum wiederholten Mal in die 2. Liga zog. Die SG Wattenscheid 09 sicherte sich im Sommer 1994 die Dienste des Mittelstürmers, gab ihn aber bereits nach zwei Spielzeiten wieder ab und ließ ihn zu Hertha BSC wechseln.
Bei den Herthanern feierte Preetz im ersten Jahr nach seiner Ankunft seinen dritten Aufstieg. Mit neun Treffern im Aufstiegsjahr hatte er enormen Anteil am Aufstieg, stand aber im Schatten von Axel Kruse. Nachdem sich Kruse während der Hinrunde der Saison 1997/98 verletzte, lagen alle Hoffnungen auf Preetz. Dieser schaffte im dritten Anlauf endlich den Durchbruch in der Bundesliga und führte die Mannschaft mit vierzehn geschossenen Toren auf den elften Tabellenplatz. In den folgenden vier Jahren blieb er stets bester Schütze des Hauptstadtklubs – insgesamt traf Preetz in fünf Spielzeiten in Folge zweistellig. In der Saison 1998/99 wurde er mit 23 Toren Torschützenkönig der Bundesliga und den Berlinern gelang erstmals in der Vereinsgeschichte der Einzug in die UEFA Champions League. Erst als im Sommer 2001 der Brasilianer Marcelinho verpflichtet wurde, waren die Berliner nicht mehr alleine von Michael Preetz abhängig.
2001 und 2002 gewann er mit den Berlinern den Ligapokal. Es blieben die beiden einzigen Titel in seiner Karriere. Zwischenzeitlich war Preetz Kapitän der Mannschaft und ist bis heute mit insgesamt 93 Toren Herthas Rekordtorjäger.

### Nationalmannschaft
In der A-Nationalmannschaft spielte Preetz von 1999 bis 2000 siebenmal und erzielte dabei drei Treffer, darunter auch den 1500. Treffer der DFB-Elf. Zuvor gehörte er bereits diversen Nachwuchsteams an und wurde 1987 U20-Vizeweltmeister in Chile. Am 6. Februar 1999 gab der Stürmer sein Debüt in der A-Nationalmannschaft. Bei der 0:3-Niederlage gegen die USA stellte ihn Teamchef Erich Ribbeck in die Startformation der Deutschen. Drei Tage später, im Spiel gegen Kolumbien, erzielte er seine ersten beiden Treffer im Dress des DFB. 1999 gehörte Preetz zum Kader für den Konföderationen-Pokal in Mexiko. Dort gelang ihm ein Treffer beim einzigen Sieg im Wettbewerb gegen Neuseeland.
Sein letztes Spiel für die A-Nationalmannschaft bestritt Preetz am 26. April 2000 gegen die Schweiz in Kaiserslautern, als er von Anfang an spielen durfte, jedoch ohne Torerfolg blieb und bereits in der Halbzeitpause für Ulf Kirsten ausgewechselt wurde.

## Funktionärskarriere
Preetz engagierte sich zwischen 1994 und 2003 als Vizepräsident der Spielergewerkschaft VDV. Er absolvierte einen 18-monatigen Fernlehrgang im Bereich Sportmanagement.
Nach dem Ende seiner Spielerkarriere 2003 wechselte er als Assistent von Dieter Hoeneß ins Management von Hertha BSC und wurde schließlich Leiter der Lizenzspielerabteilung des Clubs. Er galt als designierter Nachfolger von Hoeneß, der 2010 sein Engagement als Manager und Geschäftsführer aufgeben wollte. Nachdem Hoeneß bereits im Juni 2009 zurückgetreten war, übernahm Preetz dessen Aufgaben. Sein erstes Jahr als Manager endete mit dem Abstieg aus der Bundesliga als Tabellenletzter. Der direkte Wiederaufstieg als Meister der zweiten Liga wurde zu einem nicht unwesentlichen Anteil ihm zugeschrieben, woraufhin sein Vertrag bis 2014 verlängert wurde. In der darauffolgenden Saison allerdings erreichte die Hertha nur den Platz für die Relegationsspiele gegen Preetz’ ehemaligen Verein Fortuna Düsseldorf. Diese Chance konnte die Hertha nicht nutzen, woraufhin der Verein in die 2. Bundesliga abstieg. Darauf folgte ein weiteres Mal der direkte Wiederaufstieg als Zweitligameister.
Am 24. Januar 2021 trennte sich Hertha BSC von Preetz und dem Cheftrainer Bruno Labbadia, als die Mannschaft nach dem 18. Spieltag der Saison 2020/21 mit 17 Punkten auf dem 14. Platz stand, wobei der Vorsprung auf den Relegationsplatz lediglich 2 Punkte betrug.
Im Januar 2024 wurde Preetz alleiniger Geschäftsführer des Drittligisten MSV Duisburg.

## Wissenswertes
- Michael Preetz gehört dem Kuratorium der Stiftung Jugendfußball an.
- Mit 93 Toren ist Preetz Rekordtorjäger der Hertha in der Bundesliga.
- Bei der Junioren-Fußballweltmeisterschaft 1987 wurde Michael Preetz mit der deutschen Mannschaft Vizeweltmeister.

## Erfolge
- DFB-Ligapokal-Sieger (2): 2001, 2002 mit Hertha BSC
  - DFB-Ligapokal-Finalist (1): 2000 mit Hertha BSC

- Meister 2. Bundesliga (1): 1989 mit Fortuna Düsseldorf
- Meister 2. Bundesliga Süd (1): 1992 mit 1. FC Saarbrücken

- Aufstieg in die Fußball-Bundesliga (4): 1989 Fortuna Düsseldorf, 1992 1. FC Saarbrücken, 1993 MSV Duisburg, 1997 Hertha BSC

## Auszeichnungen
- 1999: Torschützenkönig der Fußball-Bundesliga (23 Tore)
- 1992: Torschützenkönig der 2. Fußball-Bundesliga Süd (17 Tore)
- 1997: Berlins Sportler des Jahres
- 2003: Verdienstorden des Landes Berlin